# Алунан, Юрис
Юрис Андреевич Алунан (Юрис Алунанс, латыш. Juris Alunāns; Gustavs Georgs Frīdrihs Alunāns; 13 мая 1832, Яункалснава, — 18 апреля 1864, Сесавская волость) — поэт и общественный деятель, зачинатель латышской письменной поэзии. Один из членов движения младолатышей. Ввёл в латышский язык около 500 неологизмов.

## Биография
Юрис Алунан родился в семье Андриева и Эде (урожденной Хедвиги Сниедзе-Бруновской) 13 мая 1832 года как предпоследний из их шестерых детей. Его родители были свободными людьми ещё до отмены крепостного права, поэтому Юрис с детства рос со свободными взглядами и чувством собственного достоинства.

### Детство и семья
В семье Алунанов было 6 детей: Петерис, Минна, Юлий (чиновник в Митаве, позднее волостной писарь), Эдвард (хозяин в Каули Сесавской волости), Юлия, Юрис и Индрикис (Генрих). Aндриева Алунана (1797—1861) его внук Адольф характеризовал как серьезного человека, которого он не помнит улыбающимся или весёлым. Если он считал что-то полезным, никто не мог свернуть его с выбранного пути. Он неустанно заботился об образовании и благополучии детей. Чтобы им было легче посещать школы в Риге из Калснавы, он построил там свое жильё. Мать Юриса Эде была трудолюбивой хозяйкой. Чтобы после смерти мужа продолжать образование детей, она взяла в аренду несколько кабаков.
Старший из братьев Петерис (1821—1903), арендатор поместья Мазсесава, был активным участником Латышского и Сельскохозяйственного обществ в Митаве. Его дети стали известными деятелями культуры: отец латышского театра Адольф Алунан, музыкант Николай, переводчик Теодор; дочь Луиза вышла замуж за Эдуарда Венского (Скуениекса), в этом браке родились поэтесса Бирута Скуениеце и писатель Маргерс Скуениекс.
Младший брат Ю. Алунана Индрикис (Генрих) учился в Москве, Дерпте, Петербурге философии, земледелию, естественным наукам. В 1860-е годы он подготовил для российских газет ряд статей о латышах и с 1864 года работал в «Петербургас авизес» Кришьяна Валдемара. Позднее он перевел на латышский некоторые шедевры русской литературы: «Ревизора» Гоголя, пьесу А.Островского «Свои люди — сочтемся». С 1873 года он жил в Митаве, занимаясь книготорговлей и издательским делом. Издал ряд значительных литературных трудов на родном языке, в том числе второе, дополненное издание первой части книги своего брата Юриса «Песенки» («Dziesmiņas» — лат.) и ее вторую часть, «Времена землемеров» братьев Каудзите.
В 1839 году Андриев Алунан потерял в пожаре все свое имущество, дело довершил неурожай, и семья была вынуждена покинуть Калснаву и перебраться ближе к Митаве, где уже обосновались старшие сыновья. Андриев взял на попечение парк Зоргенфрей с гостиницей.
С 1847 года Юрис Алунанс с младшим братом учились в Митавской уездной школе, а с 1848-го по 1854 год он получил хорошее классическое образование в губернской гимназии (Gymanasium illustre) в Митаве. Уже в школьное время Юрис выучил русский, немецкий, греческий, латынь, французский, литовский и древнееврейский языки, обратившись к углубленному изучению родного латышского. В школьные годы он свободно читал в оригинале Гомера, Платона, Софокла, Эврипида и сам сочинил стихотворения на греческом. Также он сочинил тогда большую часть позднее опубликованных латышских стихов.
«Алунан не входил в контакты с одноклассниками, — пишет историк литературы Т. Зейферт. — Хотя в то время в Митавской гимназии также учился Кришьянис Барон, на какой-то класс младше. Однажды Барон зашёл в квартиру Алунана, но нашёл её сильно накуренной и без единого человека».
В гимназическое время были созданы «Песенки» Алунана — как-никак, родственники юношу поддерживали, а от отца, приверженца практического дела, он свои занятия литературой тщательно скрывал.

### Студенчество
В конце 1855 года Алунан отправился в Дерпт, однако завалил экзамен по математике и начал посещать университет как вольнослушатель. Только в начале 1856 года Алунан сдал необходимый экзамен и поступил на философский факультет, отделение филологии, а во втором семестре перешёл на юридический и стал изучать коммерческое право (cameralia). Там он знакомится с Кришьянисом Валдемаром. Вместе они организуют «Латышские вечера», на которых рассуждают о латышской культуре. Свои взгляды участники кружка выражают в газете «Домашний гость» («Mājas Viesis»). Алунан становится одним из активистов редакции. «Многие отмечали Алунана как звезду кружка, — не по внешности, а по огню, смелости, надеждам и неустанной работе, — цитирует Т. Зейферт Паула Гайдуля. — Искра, распалившая затухшую любовь к народу, сверкала в горячем сердце Алунана; как капли росы, его народное чувство пробуждало в бесчисленных сердцах уважение к языку матери».
В 1856 году Алунан издал в Дерпте сборник стихов «Песенки, переведённые на латышский язык» («Dziesmiņas, latviešu valodai pārtulkotas»): почти все они были взяты из немецкой, русской и другой поэзии. Алунан хотел показать красоту и равноценность латышского среди других языков. Это был первый художественно ценный сборник на латышском языке. Переведённое стихотворение Генриха Гейне о Лорелее Алунан преобразовал на местный лад: Лорелея стала Лаурой, а скала на Рейне — скалой на Даугаве, Стабурагсом, что впоследствии вдохновило других младолатышских сочинителей (Фридрих Малбергис (1824—1907), «Стабурагс и Лиесма», Андрей Пумпурс, «Лачплесис»).
В 1856 году Алунан начал публиковаться в «Mājas Viesis» и продолжал это делать до 1859 года. В 1860 году вышло его энциклопедическое собрание «Двор, природа, мир» («Sēta, Daba, Pasaule») в трёх томах (1—3, 1859—1860). В Дерпте он написал большую часть книги «Народное хозяйство» («Tautas saimniecība»), изданной в 1867 году. В студенческие годы он задумал и написал около 150 статей.
Ему казалось, что издание собственных трудов окупится. Он всеми силами старался этого достичь, собирая на типографию и бумагу средства, занимая их по частям у друзей. Однако в 1860 году сборник «Sēta, Daba, Pasaule» вместо прибыли принёс ему убытки и новые материальные заботы. Деньгами по большей части его снабжал брат Эдвард, зарабатывавший на сельскохозяйственном производстве.
В конце 1857 года при Дерптском университете была создана студенческая корпорация Dorpatensis Fraternitas Academica, среди её основателей были Ю. Алунанс, К. Баронс, К. Валдемарс и другие студенты — латыши. Это была попытка связать надежды младолатышей, участников «литературных вечеров», с «легальной» организацией. Однако уже в 1859 году, потеряв большую часть активистов, окончивших университет, корпорация стала затухать, и в 1861 году была закрыта.
В 1861 году Алунан окончил Императорский Дерптский университет и 15 августа того же года переехал в Санкт-Петербург, где был принят в Лесной и межевой институт в качестве императорского стипендиата.
«И здесь у него много друзей — соотечественников и единомышленников, среди которых будущий сотрудник „Петербургас авизес“ Фридманис, написавший на латышском языке ряд научно-популярных статей (про море, Египет), — пишет Т. Зейферт. — Aлунан увлекается ботаникой, начинает собирать гербарий, который мог бы пригодиться в будущем латышской академии земледелия. Он пристально изучает тему Балтики, следит за соответствующими публикациями в газетах и брошюрах и пишет сам. С русскими, польскими и немецкими студентами у него согласия нет. Русских студентов он считает экзальтированными конституционалистами и находит, что их идеи преждевременны, и только через 25 лет с ними можно сойтись в мыслях. В это время умирает его отец, однако Юрис остается на связи со своими братьями».
Основатель латышского театра Адольф Алунан так характеризовал своего родственника: «Юрис Алунан был меньше среднего роста, но плечистый, с золотисто-жёлтыми волосами и рыжей бородой клинышком. Близорукий, он носил очки, и вообще-то его лицо нельзя было назвать красивым. Однако при всей своей некрасивости оно было привлекательным, особенно улыбкой, полной иронии. В этих улыбках читались гордое самомнение, высмеивание глупости; у его физиономии была особая власть».
В период учёбы в Петербурге Алунан мечтал о создании высшей школы земледелия на родине и даже написал стихотворение «Высшей школе латышей» («Latviešu Augstskolai»). Это было одно из первых выражений идеи высшего образования на латышском языке.
В начале 1862 года Алунан покинул Лесной институт.

### Последние годы
В 1862 году Алунан начал работать в созданной К. Валдемаром газете «Петербургас авизес» и был выдвинут на пост главного редактора, однако по состоянию здоровья вынужден был оставить Санкт-Петербург и провести некоторое время на морском курорте в его окрестностях.
В начале 1863 года Алунан уехал к брату в Каули, Йостенской волости. С начала 1864 года он находился под постоянным надзором полиции, его стихи и статьи были запрещены. Брат Индрикис издал их только после смерти автора.
«Ранней весной 1864 года, ухаживая за экзотическими деревьями и кустами, он простудился и слёг, — рассказывает Т. Зейферт. — Предчувствуя приближение смерти, он попросил прикурить; пуская дым, рассуждал о ничтожности жизни, простился со всеми по очереди и спокойно испустил дух 18 апреля 1864 года».
Aлунан похоронен в Лиелвирцаве, в 1902 году на его могиле воздвигнут памятник.
Поскольку «без языка никакие духовные силы немыслимы», деятельность Ю. Алунана в 1860-е годы имеет большое общественное значение, особенно на той решающей стадии, когда стоял вопрос о возможности национального развития латышского народа.
Ю. Алунан был первым, кто поднял латышскую народную поэзию на уровень культурного народа.
Вдохновляя изучать латышский, он писал: «Не хайте другие языки, особенно немецкий изучайте, однако изучив его, не стесняйтесь быть по-прежнему истинными латышами. Тогда латыш на своего просвещённого брата-латыша не будет смотреть косо, а будет им гордиться — что из народной среды поднимаются учёные, славные мужи; тогда учёные латыши больше своих братьев не будут хаять, но будут их вести к свету, и просвещение быстро охватит латышей».

## Работы
Юрис Алунан был первым значительным латышским филологом и создателем литературного языка, он создал около 500 слов, большинство из которых прижились в современном языке.
Внимательно изучив всё написанное по-латышски, Алунан пришёл к выводу, что «в большей части книг, вышедших в свет, язык сильно изменён и перепутан. Только старый Стендер в нескольких сочинениях, Хезельберг и редкие иные показывали, что хорошо знали латышский… Сочинители, которые хотят научить латышей говорить о новых вещах, латышского по-настоящему не понимают и поэтому всё меняют на немецкий манер. Тем не менее латышский силён, и для описания множества чужих вещей он может внутри себя родить слова».
Придуманные Алунаном слова:
attālināt, apvalks, austuve, ceļot, ceļinieks, ceptuve, daiļot, dalāmība, dziesminieks, drēbnieks, dzimte, eja, ēstuve, galdnieks, izraksts, iestāties, jautrība, jokdaris, kokvilna, krava, kareivis, maiznieks, mazgātava, namdaris, pārdotava, pētnieks, saraksts, siltumnīca, saeima, uzvalks, veikals, vienība.
Поскольку Алунан знал много языков и много думал о проблемах латышского, он знал, как пополнить его запас.

### Неологизмы по образцу иностранных слов
Tакие слова называют «кальками». В этом ключе Алунан создал слово kokvilna (немецкое Baumwolle) — хлопок.
Из литовского он перенял слово kareivis (военнослужащий),
из английского — ferma, drenas и другие,
из русского — arbūzs (прямое заимствование), akmeņogles, apakšnams, augstskola, ūdeņradis,
из немецкого взял только одно слово — vekselis (вексель), прочие немецкие термины были заменены: ģeldīgs — derīgs, ķirspēle — draudze, presēts — slogots, štrāpe — sods, slaka — šķirne (в отношении растений и животных) un šķira, Geschäft, Verrichtung — veikals, Geschenk zum Bestechen — balws, Geschlecht, Geschlechtsunterschied — dzimtene.

### Интернациональные слова
Ideja, demokrātija, barometrs, budžets, republika.

### Изменение значения слов и использование наречий
В XIX веке слова valsts (Видземе) и pagasts (Курземе) были синонимами со значением «волость». Aлунан рекомендовал для обозначения больших территорий использовать первое, а для маленьких — второе.
В то же время письма (vēstules) называли грамотами (grāmatа), Aлунан предложил слово breve (не прижилось);
стихотворения называли rīmе и ziņģе, Aлунан предложил dziesma, dziesmiņa;
Историю (vēsturе) обозначали словом stāsts (ныне рассказ), Aлунан предложил — istorija.

### Словообразование
Virtuve, klausītava, zvērnīce, virsvaldnieks, rakstniecība, zemkopība, skābeklis.
До сих пор используются предложенные Алунаном названия месяцев — janvāris, februāris, marts, aprīlis, maijs вместо старых janvar, vevrar, merc, april, mei, названия народов — angļi, armēnieši, austrieši, beļģieši, francūži, grieķi, holandieši, spānieši, вместо старых eņlenderi, armenjeri, eistreiķeri, belgeri, spranči, grieķeri, ollenderi un spānjeri, названия государств — Francija, Zviedrija, Anglija, вместо старых Zviedru zeme, Englender zeme или Eņģlande.

## Список произведений
- «Dziesmiņas, latviešu valodai pārtulkotas» (1856)
- «Sēta, daba, pasaule» (1860)

На русском языке
- Поэзия Латвии. — Л.: Советский писатель, 1974. — С. 65—69.

## Память
- Имя Юриса Алунана носит улица в центре Риги, а также улицы в Юрмале и Огре.